# Fernando Morais

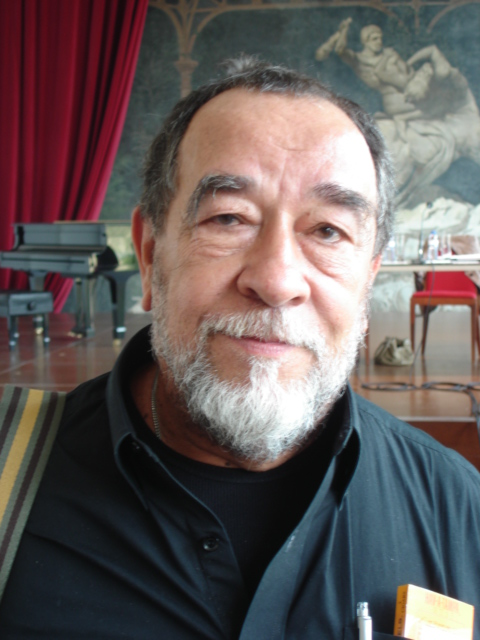
Fernado Morais

Fernado Morais, född 22 juli 1946 i Mariana i Minas Gerais, är en brasiliansk journalist och författare. Hans böcker har sålts i över två miljoner exemplar i fler än 19 länder. 
Fernando Morais har varit journalist sedan 1961 och har varit redaktör på bland andra Jornal da Tarde och Revista Veja. Han har mottagit the Esso Award tre gånger, och fått the April Award of journalism vid fyra tillfällen. Han har också varit medlem av det brasilianska parlamentet och innehaft posten som kultur- och utbildningsminister i staten Sao Paulo.
Fernando Morais har skrivit Ordens alkemist, den första biografin någonsin om Paulo Coelho, mannen vars böcker har sålt i 100 miljoner exemplar världen över.